# When You Look Me in the Eyes
When You Look Me in the Eyes – singel z drugiego albumu zespołu Jonas Brothers, wydany w 2008 r.

## Wersje piosenki
Piosenka początkowo została nagrana na solowy album Nicka. Później jednak, gdy głos Nicka uległ zmianie, a tekst był bardziej dojrzały, wykorzystano ją na drugim albumie zespołu.
- Pierwsza wersja: "I've been looking for that someone, I can't make it on my own."
- Druga wersja: "I've been looking for that someone, I'll never make it on my own."

- Pierwsza wersja: "How long will I be waiting to become a better man?"
- Druga wersja: "How long will I be waiting to be with you again?"

- Pierwsza wersja: "Every day, I start to realize..."
- Druga wersja: "More and more , I start to realize..."

- Pierwsza wersja: "When you look me in the eyes, I catch a glimpse of heaven, I find my paradise."
- Druga wersja: "When I hold you in my arms, I know that is forever, just gotta let you know I never wanna let you go."

## Teledysk
Do nowej wersji piosenki został nakręcony teledysk, który zawiera sceny z koncertów oraz z życia prywatnego członków zespołu i ich rodziny. Premiera teledysku odbyła się na amerykańskim Disney Channel na początku 2008 r.